# Гуардия Санфрамонди
Гуа̀рдия Санфрамо̀нди (на италиански: Guardia Sanframondi) е градче и община в Южна Италия, провинция Беневенто, регион Кампания. Разположено е на 428 m надморска височина. Населението на общината е 5283 души (към 2010 г.).